# نوبل (أوزارك)
نوبل هي منطقة فردية صغيرة في مقاطعة أوزارك. وهي تقع على سلسلة من التلال، على بعد اثني عشر ميلا إلى الشمال الغربي من غينزفيل.
أنشئ فيها مكتب بريد في عام 1890، وبقي في العمل حتى عام 1999. ويعتقد أنها سميت باسم السيد نوبل وهو مدير مكتب سابق.